# Cláudio Lezcano
Cláudio Lezcano (ur. 1930, zm. 29 sierpnia 1999) – piłkarz paragwajski, napastnik, później pomocnik.
Jako gracz klubu Club Olimpia był w kadrze reprezentacji podczas finałów mistrzostw świata w 1958 roku, gdzie Paragwaj, pomimo bardzo dobrej postawy, odpadł już w fazie grupowej. Lezcano zagrał we wszystkich trzech meczach - z Francją, Szkocją i Jugosławią. W finałach rezerwowym graczem był jego starszy brat Juan Lezcano, który, w odróżnieniu od Cláudia zagrał we wszystkich meczach eliminacyjnych.
Wziął udział w ekwadorskim turnieju Copa América 1959, gdzie Paragwaj zajął ostatnie, piąte miejsce. Lezacano zagrał we wszystkich czterech meczach - z Brazylią, Argentyną (w trakcie meczu zmienił go Celso Zaracho), Urugwajem i Ekwadorem (zmieniony został przez Zaracho).
Wziął udział w turnieju Copa del Atlántico 1960, gdzie Paragwaj zajął czwarte miejsce. Lezcano zagrał w obu meczach - z Brazylią i Argentyną.
Jako gracz klubu Olimpia wziął udział w pierwszej edycji Pucharu Wyzwolicieli - Copa Libertadores 1960. Lezcano razem z Olimpią dotarł aż do finału, gdzie Olimpia po wyrównanej walce uległa urugwajskiemu klubowi CA Peñarol. Rok później razem z Olmpią dotarł do półfinału turnieju Copa Libertadores 1961.
Lezcano zagrał w przegranym przez Paragwaj 0:1 meczu z Meksykiem w ramach eliminacji do finałów mistrzostw świata w 1962 roku.
Będąc wciąż piłkarzem klubu Olimpia wziął udział w turnieju Copa América 1963, gdzie Paragwaj został wicemistrzem Ameryki Południowej. Lezcano zagrał we wszystkich sześciu meczach - z Ekwadorem, Brazylią (w trakcie meczu zmienił go Cecilio Martínez), Kolumbią, Boliwią, Peru i Argentyną.